# 1-Ethyl-3-methylimidazoliumtris(pentafluorethyl)trifluorphosphat
1-Ethyl-3-methylimidazoliumtris(pentafluorethyl)trifluorphosphat ist eine ionische Flüssigkeit, die als Schmierstoff verwendet werden kann.

## Gewinnung und Darstellung
Das Tris(perfluorethyl)trifluorphosphat-Anion (FAP) kann durch elektrochemische Fluorierung gewonnen werden. Im Simons-Prozess kann Triethylphosphan mit Fluorwasserstoff umgesetzt werden. Dabei werden die Alkylreste perfluoriert und das zentrale Phosphoratom durch Bindungsbildung zu zwei Fluoratomen oxidiert. Das so entstandene Tris(perfluoralkyl)difluorphosphoran besitzt eine hohe Fluorophilie, sodass es in Flusssäure das FAP-Anion bildet, statt zu hydrolysieren.
Durch eine Metathese mit [EMIM]Cl kann das FAP-Hydrat in eine ionische Flüssigkeit überführt werden.

## Eigenschaften
Tris(perfluoralkyl)trifluorphosphate werden als Ersatz für die hydrolyseempfindlichen Hexafluorophosphate in betracht gezogen. Während Tris(trifluormethyl)trifluorphosphate sich bei Raumtemperatur langsam zersetzen, ist das Tris(perfluorethyl)trifluorphosphat stabiler, da dieses kein Difluorcarben eliminieren kann. Verglichen mit Bis(trifluormethylsulfonyl)amiden ([NTf2]) zeigen [FAP]-basierte ionischen Flüssigkeiten bessere tribologische Eigenschaften, weshalb sie als Schmierstoff eingesetzt werden können. An den geschmierten Oberflächen kann das [FAP]-Ion tribochemische Reaktionen eingehen, wodurch Metallfluoride und Metallphosphate entstehen können.